# Železnice
Železnice — miasto w Czechach, w kraju hradecki, w powiecie Jiczyn.
Według danych z 1 stycznia 2024, liczba mieszkańców miasta wynosi 1374 osoby (1104. miejsce w kraju wśród miejscowości; 553. miejsce wśród miast).

## Demografia
| Rok             | 2008 | 2016 | 2024 |
| --------------- | ---- | ---- | ---- |
| Liczba ludności | 1239 | 1271 | 1374 |